# Antiplecta pusilla
Antiplecta pusilla är en fjärilsart som beskrevs av W. Warren 1900. Antiplecta pusilla ingår i släktet Antiplecta och familjen Uraniidae. Inga underarter finns listade i Catalogue of Life.